# سن-ادمون-دو-گرانتهام، کبک
سَن-اِدمون-دو-گرانتهام (به فرانسوی: Saint-Edmond-de-Grantham) قصبه‌ای در منطقه شهری درومون ناحیه سانتر-دو-کبک در استان کبک کانادا است. در سرشماری سال ۲۰۱۱ این قصبه ۶۶۲ نفر جمعیت داشته‌است و مساحت آن ۴۸٫۷۹ کیلومتر مربع است.